# País de Dalhem
El país de Dalhem o comtat de Dalhem era un comtat independent dins del Sacre Imperi, situat al marge dret del Mosa, al nord del principat de Lieja.
A l'origen es deia comtat de Voeren, fins al 1080 quan els comtes van transferir-se del castell de 's-Gravenvoeren (=Voeren del comte) al nou castell fortificat de Dalhem a un promontori estratègic a la confluència del Berwijn i del Bolland.

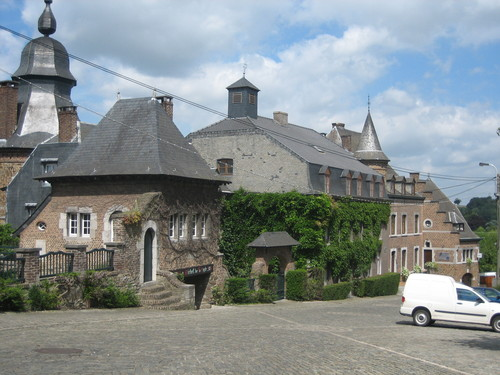
Dalhem

De vegades es parla aleshores de 's-Gravendaelhem. L'abadia de Val-Dieu va ser un centre de cultura important dins del comtat. El 1244, Enric II, duc de Brabant adquirí el feu que esdevingué així un dels seus tres Països enllà del Mosa. La frontera entre les llengües romàniques i germàniques sempre va travessar el comtat. Tot i que la llengua oficial del dret era el llatí, per poder adaptar-se als «costums» la divisió administrativa del territori als tribunals medievals tenia compte de la llengua vulgar.
El 1661, després del Tractat de partició el seu territori serà compartit entre Castella i la república de les Set Províncies Unides. Com que el protestantisme calvinista s'hi va arrelar, sota el règim espanyol poc tolerant, durant la feroç repressió organitzada pel Tercer duc d'Alba i el Tribunal dels Tumults s'hi van condemnar a mort 19 habitants.
El 1785 Tractat de Fontainebleau atorgà la major part del ducat als Països Baixos austríacs, que van assajar introduir una organització administrava més centralitzada i unitària.
Després de la revolució francesa l'administració francesa va suprimir el comtat i incorporar-lo les parts meridionals al Departament de l'Ourte, que va esdevenir la Província de Lieja al Regne Unit dels Països Baixos. Les parts septentrionals van passar al departament del Mosa Inferior. Tots els enclavats i exclavats van ser suprimits per formar un territori contigu.

## Territori
- avui als Països Baixos: Cadier, Mheer, Noorbeek, Oost
- avui a Flandes: Moelingen, 's-Gravenvoeren, Sint-Martens-Voeren. Sint-Pieters-Voeren pertanyia al comtat fins al 1242 quan va esdevenir una senyoria lliure, alou de l'Orde Teutònic.[3]
- avui a Valònia: Aubel, Barchon, Berneau, Bombaye o Bolbeek, Cheratte, Dalhem, Feneur, Housse, Mortier, Julémont, Neufchâteau, Olne, Richelle, Saint-André, Sint-R'mey, Trembleur (Blegny) i Warsage o Weerst.